# Карл I Гонзага-Неверський
Карл I Гонзага-Неверський (фр. Charles Ier Gonzague, італ. Carlo I di Gonzaga-Nevers), ( 6 травня 1580 —  22 вересня 1637) — герцог Мантуанський у 1627—1637 роках, герцог Неверський та Ретельський у 1595—1637 роках, суверенний князь Аршу у 1608—1637 роках, син герцога Неверського та Ретельського Людовика IV Гонзага-Неверського та Генрієтти Клевської.

## Життєпис
Карл народився 6 травня 1580 року в особняку Неверів у Парижі. Він був п'ятою дитиною та третім сином в родині герцога Неверу та Ретелю Людовика IV Гонзага-Неверського та його дружини Генрієтти Клевської. Мав старших сестер Катерину та Генрієтту. Старший брат Фредерік помер ще до його народження, інший брат, Франсуа, пішов з життя, коли Карлові було місяць.
Принц провів свої дитинство та юність у місті Невер в оточенні вчених, що сприяли здобуттю ним освіти. Серед них був і відомий криптограф та алхімік Блез де Віженер. 
Після вцарювання на французькому престолі Генріха IV та його переходу у католицтво, Людовік Неверський отримав доручення врегулювати відносини короля з Папою Римським. У своїй подорожі до Риму 1593 року його супроводжував Карл. Повернувшись до Франції, після нетривалого перебування у Парижі, батько та син прибули до замку Кассіне в Арденнах. Звідти вони наносили візити до міст та фортець Шампані. Згодом Карл брав участь у військових походах Генріха IV та захопленні Тьєрі, Бове, Ам'єна. Суверен був задоволений ним, про що й писав Людовіку.
У серпні 1595 Карл на чолі 250 вершників зміг прорватися до оточеного іспанцями Камбре. 9 жовтня місто здалося ворогові. За кілька днів Людовік Гонзага-Неверський помер у Нелі.
П'ятнадцятирічним Карл успадкував герцогства Невер та Ретель. У своїй політиці він продовжував бути прихильним Бурбонам. Генріх IV звертався до нього: «Пер Франції та мій генерал-лейтенант у Шампані та Брі».
У віці 18 років герцог побрався із 14-річною принцесою Катериною Лотаринзькою з дому Ґізів. Весілля відбулося 1 лютого 1599 в Суассоні. Шлюб видався щасливим. Пара жила у щирій любові та разом займалася благодійними справами. Герцогське подружжя стало засновниками багатьох релігійних та освітніх закладів.

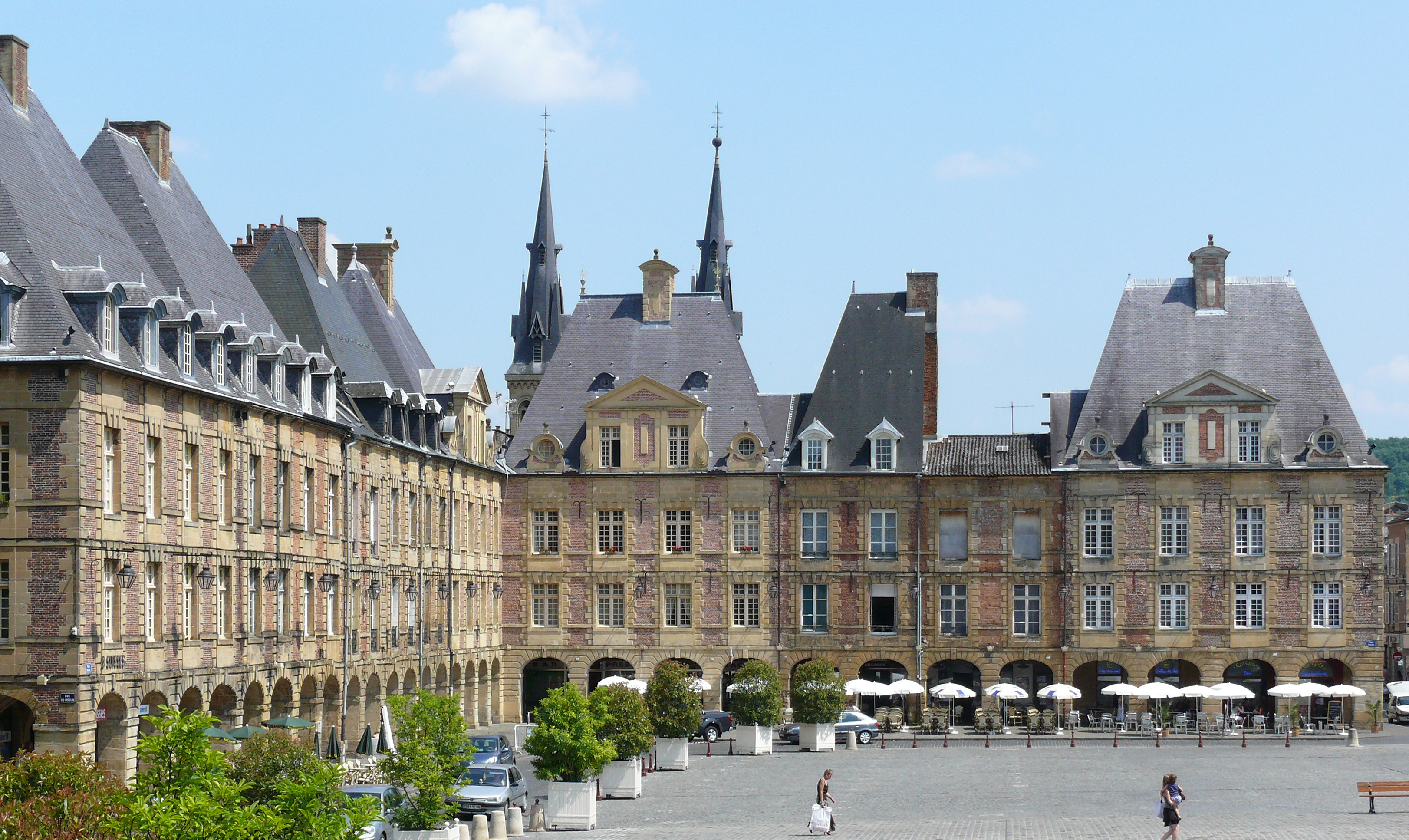
Герцогський палац в Шарлевілі

Після участі у короткочасній кампанії проти герцога Савойського, Карл від'їхав із Парижа 15 березня 1602 у тривалу подорож. З Остенде він прибув до Ньюпорта. Після двотижневого перебування при лондонському дворі, попрямував до Нідерландів. Згодом  подивився Бремен та Гамбург, навідав короля Крістіана IV у Данії, побував у Швеції, Померанії, Бранденбурзі, Саксонії із візитом у Дрезден, Богемії, де у Празі побачився з Рудольфом II, у Кракові, де привітав короля Сигізмунда III Ваза, Венеції та Відні, де його радо прийняв ерцгерцог Матвій. Ідеєю Карла був новий хрестовий похід проти турків та звільнення Константинополя. Цей проект він пропагував при усіх європейських дворах. З іншого боку, такий захід вів до зниження зовнішньополітичної напруженості в Європі та можливості дати країнам зайнятися внутрішніми справами.
Через те, що його бабуся походила з династії Палеологів, греки-маніоти підтримували його та були готові згуртуватися із ним на чолі. Відбувались таємні зустрічі з грецькими емісарами. 
За вісім місяців Карл Неверський повернувся до Парижу, де Генріх похвалив його роботу та призначив генерал-полковником кавалерії.
6 травня 1606 року Карл заклав місто Шарлевіль. За два роки він став столицею маленького князівства Арш, також створеного герцогом Ретелю. Центральна площа міста, що була спланована як Площа Вогезів в Парижі, будувалася з 1612 до 1628, і була завершена вже коли Карл став герцогом Мантуї.

За місяць після закладки Шарлевілю в родині Карла та Катерини з'явився первісток. Всього ж у подружжя народилось шестеро дітей.

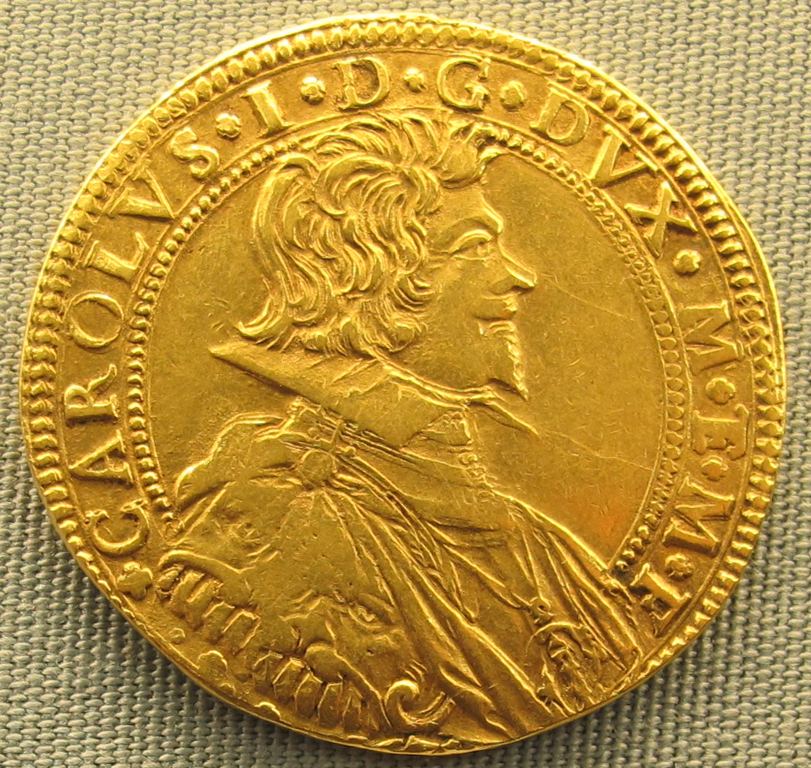
золота монета Мантуанського герцогства із профілем Карла I номіналом в 4 доппії

1616 року, захоплений думкою щодо хрестового походу, Карл заснував військовий Орден християнських лицарів. Він заручився підтримкою церкви та почав будівництво військових кораблів в Амстердамі. Але, вже готові до відплиття, вони були конфісковані французьким королем та уведені до складу його флоту. Хрестовий похід так і не відбувся.
У березні 1618 пішла з життя його дружина Катерина. Засмучений Карл більше не одружувався.
Наприкінці 1627 року син Карла побрався із спадкоємицею Мантуанського герцогства Марією Гонзага. Після смерті правлячого герцога Вінченцо II, що був кузеном Карла і заповів йому країну, почалася війна за Мантуанський спадок, оскільки свої претензії на ці землі висунули також Савойське герцогство та герцог Гуастальський. Військові дії завершилися лише у 1631. Кераскський мир підтвердив права на володіння герцогством Неверської гілки родини Гонзага. 
Країна дуже постраждала від навали австрійців під час війни, однак Карлу вдалося в останні роки викликати деякий економічний підйом. Для стабілізації фінансів йому довелось продати родинну колекцію предметів мистецтва. Також сприяв поверненню євреїв, запрошував на проживання іноземців, надаючи їм значні пільги.
Всі сини герцога померли за його життя, тож він передав всі володіння онуку, Карлу II.
Карл I Гонзага-Неверський пішов з життя 22 вересня 1637 року у Мантуї. Був похований у францисканському вбранні. Його прах спочиває в базилиці Святої Барбари.

## Родина
Дружина — Катерина Лотаринзька (1585–1618)
Дітиː
- Франсуа (1606—1622) — спадкоємець герцогств Неверу та Ретелю, одруженим не був, дітей не мав;
- Шарль (1609—1631) — герцог Майєнну у 1621—1631 роках, був одруженим з Марією Гонзага, мав двох дітей;
- Фердинанд (1610—1632) — герцог Майєнну  та Егійонн у 1631—1632 роках, одруженим не був, дітей не мав;
- Марія Луїза (1611—1667) — дружина короля Речі Посполитої Владислава IV, згодом — наступного короля Яна II Казимира, мала сина та доньку від другого шлюбу;
- Бенедетта (1614—1637) — черниця, абатиса монастиря Авене-Валь-д'Ор;
- Анна Марія (1616—1684) — була таємно одружена із Генріхом II де Гізом, згодом — з графом Едуардом Пфальц-Зіммернським, мала трьох доньок від другого шлюбу.